# Гетериев, Казбек Хазизович
Казбе́к Хази́зович Гетери́ев (30 июня 1985, Пролетарское, Кабардино-Балкарская АССР, РСФСР, СССР) — российский и казахстанский футболист, полузащитник.

## Биография

### Клубная карьера

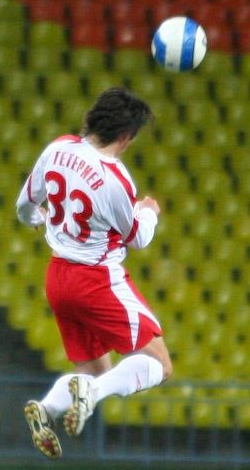
Гетериев в нальчинском «Спартаке»

Воспитанник кабардино-балкарского футбола. В 2005 году был включён в состав клуба ЛФЛ «Буревестник-ЮРГУЭС» Шахты. Спустя два года Гетериев привлёк внимание селекционеров нальчикского «Спартака» и заключил с клубом контракт. Дебютировал в премьер-лиге 30 июня 2007 года в домашнем поединке 15-го тура против владивостокского «Луча». Гетериев вышел на поле за две минуты до окончания встречи, заменив Аслана Машукова. Всего в том сезоне провёл пять встреч за основной состав клуба в чемпионате и три игры в Кубке страны. В основном выступал за дубль команды (24 матча, три гола). Начиная с сезона 2008 Гетериев стал одним из основных игроков коллектива, взяв на себя функции плеймейкера на поле. 14 июня 2009 года в матче двенадцатого тура чемпионата страны против «Зенита» стал автором сотого гола нальчан в высшем дивизионе страны. За четыре года, проведённых в «Спартаке» выходил на поле 83 раза, забив три гола.
В декабре 2010 года покинул команду в качестве свободного агента, подписав соглашение с клубом первого дивизиона — сочинской «Жемчужиной». В августе следующего года после снятия «Жемчужины» с розыгрыша первенства страны стал игроком владикавказский «Алании». Дебютировал в новом клубе спустя четыре дня после подписания контракта, 29 августа, в домашнем поединке 24-го тура первенства ФНЛ против ярославского «Шинника». Вместе с командой добился права выступать в премьер-лиге, став серебряным призёром первенства и проведя на поле 13 встреч. С выходом команды в премьер-лигу Гетериев потерял место в основном составе и, проведя всего две игры в чемпионате и одну встречу в Кубке страны, в декабре 2012 года был выставлен на трансфер.
В январе 2013 года заключил трёхлетний контракт с клубом казахстанской премьер-лиги «Кайрат» Алма-Ата. Спустя год контракт был расторгнут по обоюдному согласию сторон. Всего в составе команды провёл 19 встреч в чемпионате и одну игру в Кубке страны. В начале марта 2014 года Гетериев был включён в заявку казахского клуба высшей лиги «Ордабасы» Шымкент на сезон 2014 года. Провёл в составе команды десять встреч. В июне 2014 года был заявлен за «Кайсар» Кызылорда, но проведя, всего две встречи, в июле покинул клуб по семейным обстоятельствам. С 2015 года по сентябрь 2017 играл за «Иртыш» Павлодар, но в сентябре 2017 покинул клуб. На сезон 2019 был заявлен за актауский «Каспий». В феврале 2020 года перешёл в Кызылташ, играющий в футбольной лиге Крыма.
Летом 2020 года вернулся в «Спартак-Нальчик» спустя 10 лет.

### Карьера в сборной
В 2010 году принял предложение федерации футбола Казахстана. В национальной сборной этой страны дебютировал 7 сентября 2010 года в отборочном матче к чемпионату Европы 2012 года против сборной Австрии. Всего в том отборочном цикле Гетериев провёл в составе команды пять встреч. В марте 2013, спустя почти два года после последнего вызова в национальную команду, вновь был приглашён в состав сборной и появился на поле в отборочном матче к чемпионату мира 2014 года против сборной Германии.

## Вне футбола
Женат, дочь, родилась 21 мая 2012 года.

## Статистика выступлений

### Клубная
| Команда          | Сезон            | Чемпионат        | Чемпионат | Чемпионат | Кубок | Кубок | Еврокубки | Еврокубки | Итого | Итого |
| Команда          | Сезон            | Уров.            | Игры      | Голы      | Игры  | Голы  | Игры      | Голы      | Игры  | Голы  |
| ---------------- | ---------------- | ---------------- | --------- | --------- | ----- | ----- | --------- | --------- | ----- | ----- |
| Спартак-Нальчик  | 2007             | I                | 5         | 0         | 3     | 1     | 0         | 0         | 8     | 1     |
| Спартак-Нальчик  | 2008             | I                | 26        | 1         | 0     | 0     | 0         | 0         | 26    | 1     |
| Спартак-Нальчик  | 2009             | I                | 28        | 2         | 1     | 0     | 0         | 0         | 29    | 2     |
| Спартак-Нальчик  | 2010             | I                | 24        | 0         | 1     | 0     | 0         | 0         | 25    | 0     |
| Спартак-Нальчик  | Итого            | Итого            | 83        | 3         | 5     | 1     | 0         | 0         | 88    | 4     |
| Жемчужина-Сочи   | 2011/12          | II               | 12        | 1         | 0     | 0     | 0         | 0         | 12    | 1     |
| Алания           | 2011/12          | II               | 13        | 0         | 0     | 0     | 0         | 0         | 13    | 0     |
| Алания           | 2012/13          | I                | 2         | 0         | 1     | 0     | 0         | 0         | 3     | 0     |
| Алания           | Итого            | Итого            | 15        | 0         | 1     | 0     | 0         | 0         | 16    | 0     |
| Кайрат           | 2013             | I                | 19        | 0         | 1     | 0     | 0         | 0         | 20    | 0     |
| Ордабасы         | 2014             | I                | 10        | 0         | 0     | 0     | 0         | 0         | 10    | 0     |
| Кайсар           | 2014             | I                | 2         | 0         | 0     | 0     | 0         | 0         | 2     | 0     |
| Иртыш (Павлодар) | 2015             | I                | 23        | 1         | 1     | 0     | 0         | 0         | 24    | 1     |
| Иртыш (Павлодар) | 2016             | I                | 27        | 2         | 1     | 0     | 0         | 0         | 28    | 2     |
| Иртыш (Павлодар) | 2017             | I                | 14        | 0         | 1     | 0     | 4         | 0         | 19    | 0     |
| Иртыш (Павлодар) | Итого            | Итого            | 64        | 3         | 3     | 0     | 4         | 0         | 71    | 3     |
| Всего за карьеру | Всего за карьеру | Всего за карьеру | 205       | 7         | 10    | 1     | 4         | 0         | 219   | 8     |

- Статистика выступлений российского этапа карьеры взята со спортивного медиа-портала Sportbox.ru
- Статистика выступлений казахского этапа карьеры взята со спортивного медиа-портала Soccerway.com

### В сборной
| Матчи и голы Казбека Гетериева за сборную Казахстана | Матчи и голы Казбека Гетериева за сборную Казахстана | Матчи и голы Казбека Гетериева за сборную Казахстана | Матчи и голы Казбека Гетериева за сборную Казахстана | Матчи и голы Казбека Гетериева за сборную Казахстана | Матчи и голы Казбека Гетериева за сборную Казахстана | Матчи и голы Казбека Гетериева за сборную Казахстана |
| №                                                    | Дата                                                 | Место проведения                                     | Соперник                                             | Счёт                                                 | Голы                                                 | Соревнование                                         |
| ---------------------------------------------------- | ---------------------------------------------------- | ---------------------------------------------------- | ---------------------------------------------------- | ---------------------------------------------------- | ---------------------------------------------------- | ---------------------------------------------------- |
| 1                                                    | 7 сентября 2010                                      | Вальс-Зиценхайм                                      | Австрия                                              | 0:2                                                  | -                                                    | Отборочные матчи ЧЕ-2012                             |
| 2                                                    | 8 октября 2010                                       | Астана                                               | Бельгия                                              | 0:2                                                  | -                                                    | Отборочные матчи ЧЕ-2012                             |
| 3                                                    | 12 октября 2010                                      | Астана                                               | Германия                                             | 0:3                                                  | -                                                    | Отборочные матчи ЧЕ-2012                             |
| 4                                                    | 26 марта 2011                                        | Кайзерслаутерн                                       | Германия                                             | 0:4                                                  | -                                                    | Отборочные матчи ЧЕ-2012                             |
| 5                                                    | 3 июня 2011                                          | Астана                                               | Азербайджан                                          | 2:1                                                  | -                                                    | Отборочные матчи ЧЕ-2012                             |
| 6                                                    | 22 марта 2013                                        | Астана                                               | Германия                                             | 0:3                                                  | -                                                    | Отборочные матчи ЧМ-2014                             |
| 7                                                    | 10 октября 2015                                      | Астана                                               | Нидерланды                                           | 1:2                                                  | -                                                    | Отборочные матчи ЧЕ-2016                             |

Итого: 7 матчей / 0 голов; 1 победа, 0 ничьих, 6 поражений.

## Достижения
Командные
- Бронзовый призёр чемпионата Казахстана: 2013, 2016
- Серебряный призёр Первого дивизиона России (выход в премьер-лигу): 2011/12